# Aleš Hrdlička
Aleš Hrdlička (30. března 1869 Humpolec – 5. září 1943 Washington, D.C., USA) byl český antropolog a lékař. Přestože většinu svého života strávil v zahraničí, byl vlastencem a podporoval českou vlast a české emigranty v USA.

## Mládí
Narodil se 30. března 1869 v Humpolci jako Alois Hrdlička, později si jméno změnil na Aleš. Byl prvním ze sedmi dětí. Již od malička byl velice chápavý a nadaný. Základy vzdělání mu dala matka Karolína a dokonce mohl být přijat hned do 2. třídy obecné školy. Jeho touhou bylo jít na gymnázium, ale když mu bylo 13 let, jeho rodina se přestěhovala do New Yorku. Jeho otec zde dostal dobrou pracovní nabídku, ta se však po příjezdu neuskutečnila a otec musel nastoupit do továrny na doutníky. Aleš pracoval jako pomocný dělník s otcem v továrně. Jeho touha po vzdělání však byla tak silná, že navštěvoval večerní střední školu – kurzy angličtiny jako přípravu na další vzdělávání. Když mu bylo osmnáct, byl rozhodnut nastoupit podle přání svého otce na obchodní školu, ale těžce onemocněl (tyfus[nepřesný odkaz], zápal plic, zánět pohrudnice). Když v nemocnici pozoroval průběh své nemoci a práci lékařů, rozhodl se studovat medicínu. Pomohl mu jeho ošetřující lékař. Roku 1889 se dal zapsat na newyorský ústav Eclectic Medical College a již v roce 1892 jako první z kolegů absolvoval a v roce 1894 zahájil v New Yorku krátkou lékařskou praxi. Přitom však studoval na newyorské Homeopatic College a roku 1894 se podrobil ostatním lékařským zkouškám v Baltimoru. V témže roce nastoupil do ústavu pro mentálně postižené v Middletownu, kde se setkal s antropometrií (tělesné měření člověka), to jej ovlivnilo a rozhodlo o jeho dalším životě.

## Po vysoké škole

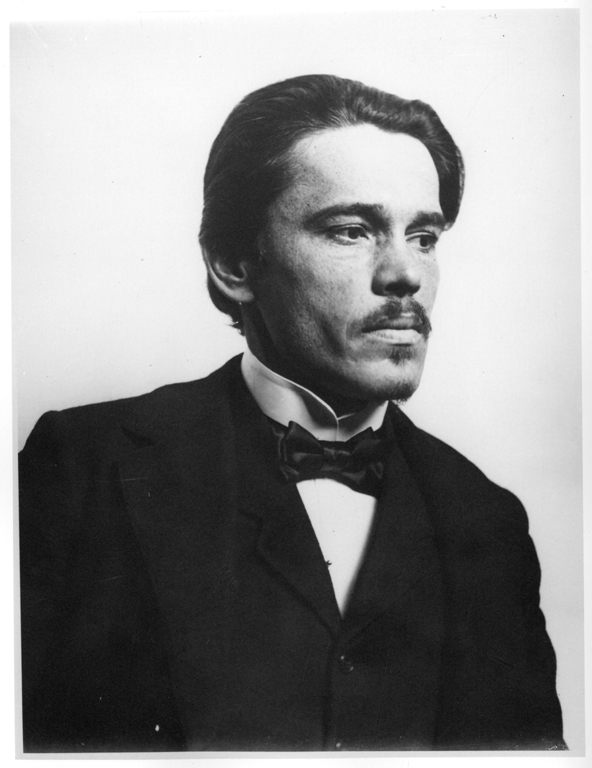
Aleš Hrdlička jako mladý muž, v roce 1903

V té době byla antropologie ještě v počátcích. Darwin vyvracel zakořeněné mýty o původu člověka, všude se bádalo, objevovalo, ve snaze potvrdit Darwinovy teorie. Zatímco se ostatní přeli, Hrdlička pilně pracoval. Měl k tomu výborné podmínky, pracoval totiž v úřadě antropologického poradce ve Státním patologickém ústavu v New Yorku, ale to mu nestačilo. V roce 1896 odjel do Evropy a vyhledával veškeré materiály (muzea, nemocnice, university, ústavy, věznice, pohřební ústavy). Vyšetřoval měřením stovky případů, které zaznamenával k pozdějšímu zpracování. Výzkum zakončil ve Francii, kde byli tehdy nejvýznamnější badatelé v tomto oboru v roce 1898. Antropologie zde vznikla v 1. polovině 19. století. Jejím úkolem je studovat člověka jako organismus, který je svým způsobem spjat s živočišnou říší, od níž se odloučil svým osobitým historickým vývojem. Zde Hrdlička zkoumal lebku javanského opočlověka z nálezu roku 1891.

## Návrat do USA
Rokem 1898, po návratu do USA, začaly jeho studijní cesty po Americe a od roku 1903, kdy založil Antropologické oddělení Národního muzea USA ve Washingtonu, se cesty staly oficiálními. Začal zkoumat Indiány, mezi kterými i nějakou dobu žil, a černochy. Došel k poznatkům, že v Americe nedošlo k vývoji člověka a že tento kontinent byl osídlen později, v poměrně nedávné době, asi před 15 000 lety, v době kdy již Asie, Evropa a Afrika byly osídleny. Spatřoval původ amerických indiánů ve východní Asii, proto studoval národy ve východní Asii, v Mongolsku, Tibetu, na Aleutách, na Sibiři a na Aljašce, kde nalezl důkazy o tom, že indiáni mají asijský původ. Cesta na Aljašku a do Beringovy úžiny, kde je nejbližší spojení kontinentů Asie a Ameriky, tento názor potvrdila. Zde Hrdlička zkoumal kosterní nálezy a podmínky pro stěhování přes tuto trasu. Došel k teorii, že v období mezolitu se vydaly kočovné kmeny za zvěří, nebo i z dalších příčin ve směru nejmenšího odporu na východ, protože jih Asie již byl zalidněn, a dostaly se do dnešní Ameriky, kterou během několika století zalidnily. Nejprve dlouholebí Algonkini, Irokézové, Siouxové, na jih pronikli Aztékové, po nich přišli krátkolebí Toltékové, ti šli do Mexika, Yukatanu. Poslední sem přišli Eskymáci a Athabaskové, ti však museli zůstat na severu. Trasa vedla přes Kamčatku, Beringovu úžinu, řetěz ostrovů Diomedových nebo sv. Vavřince, a nebo přes Aleutské ostrovy v dobách, kdy oba světadíly byly spojeny zemí. Šlo o takzvanou Severní cestu. Potvrdily to výzkumy ruského profesora Rudenka konané v roce 1945 na Sibiři.

## Tři všeobecné zákony šíření lidstva
1. ve směru nejmenšího odporu
2. ve směru největších slibností, zvláště co se týká potravy a podnebí
3. tlakem vnitřním nebo silou zezadu hladem, epidemií, tlakem svých či jiných lidí

## Hrdličkova teorie

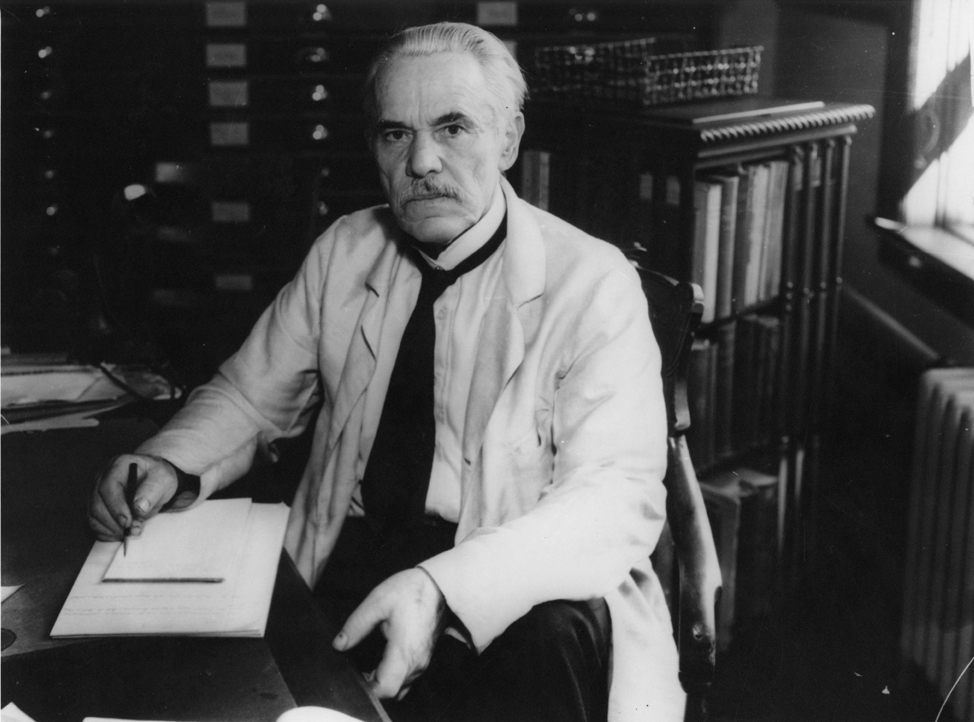
Hrdlička ve své pracovně (1930), coby kurátor Národního muzea Spojených států

S tím souvisí jeho teorie o plemenném rozrůznění lidstva. V tom, že se v plemenných poměrech pozorují nápadně malé rozdíly, spatřuje Hrdlička doklad pro jednotný původ lidstva.
Teorie neandrtálské fáze: Původ dnešního člověka si nelze představit mimo souvislost s vývojovým neandrtálským stupněm. Nelze tudíž mluvit o neandrtálském druhu, nýbrž spíše o neandrtálském stupni vývoje.
Hrdlička k ní dospěl touto úvahou: „Neandrtálci jsou v přímém poměru k dnešnímu člověku. Žili v otevřených tábořištích, v jeskyních i pod útesy skal. Předvěký člověk, který po nich následoval, žil často na týchž místech. Zanechal podobné stopy činnosti – žil téměř stejným způsobem života. Archeologie neposkytuje žádné důvody pro odloučení a oddělení neandrtálského člověka, tj. při sapientaci; poukazují na plynulou vývojovou souvislost.“
V roce 1927 vyslovil teorii o jednotném původu a vývoji člověka (za to byl oceněn Huxleyovou medailí): „Člověk se vyvinul z živočišných předchůdců. Všeobecný zákon vývoje platí též pro člověka. Člověk se mohl vyvinout jen tam, kde dospěl vývoj živočichů k nejvyššímu řádu savců, ke catarhinním primátům, tj. úzkonosým opicím a z nich k lidoopům antropoidům. Na dvou kontinentech světa pokročil vývoj jen k nejnižším řádům savců – k vačnatcům. Tyto dva kontinenty můžeme proto vyřadit z oblastí, kde se mohl člověk vyvinout. Pozůstatky živočišných předchůdců člověka nalézáme v prostorách Starého světa – v Evropě, Asii, a Africe. Na této prostoře došlo k vývoji člověka, jak nám to dokazují četné nálezy z celého staršího období čtvrtohor.“

## Vědecký odkaz

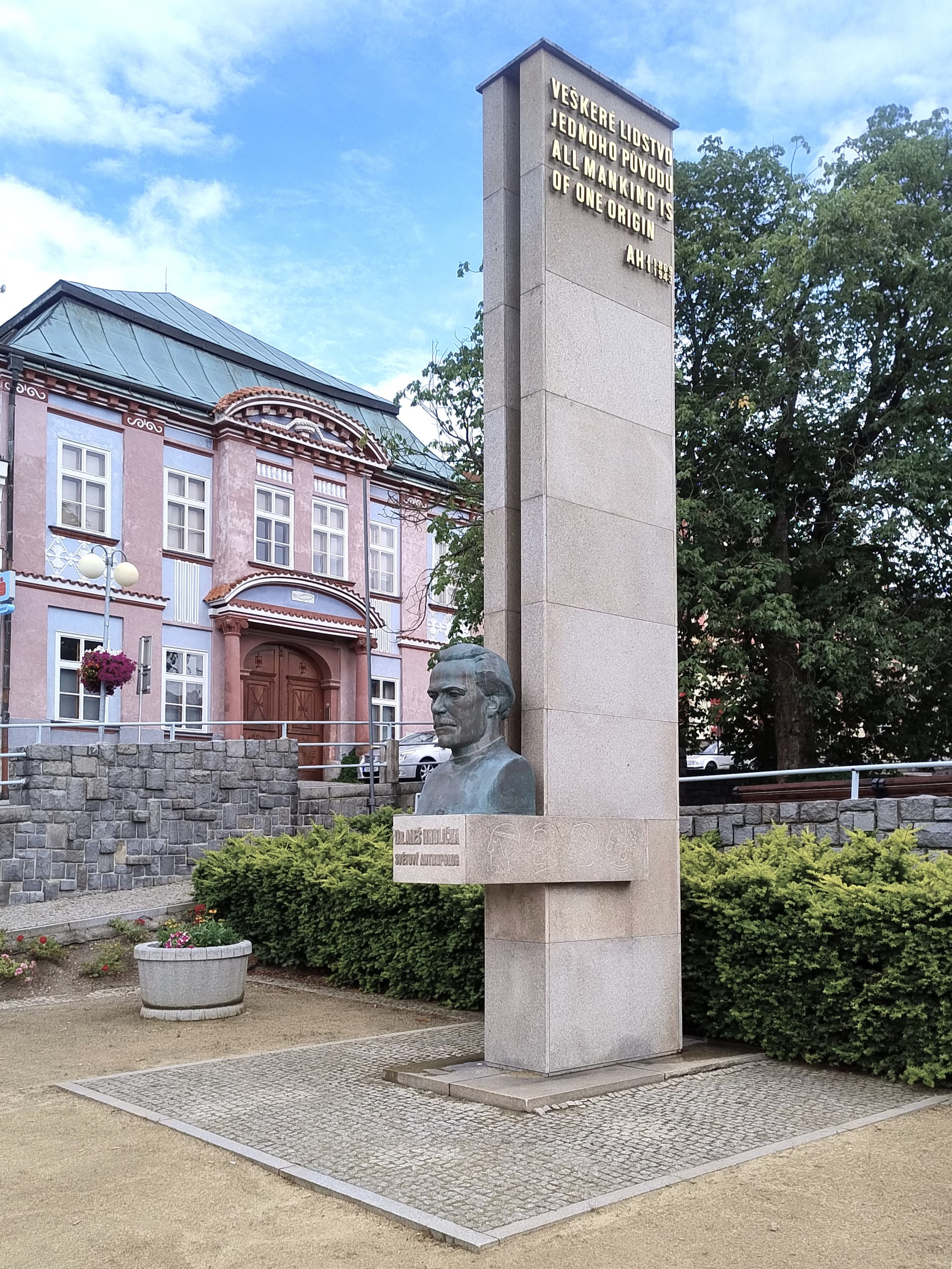
Milan Knobloch – Josef Bláha: Památník Dr. Aleše Hrdličky, 1969, Humpolec

Hrdlička byl uznávaným světovým odborníkem a své teorie podložil mnoha nálezy z celého světa (Indie, Cejlon, Jáva, Austrálie, Dálný východ, jižní Afrika a Evropa, Anglie, Nizozemsko, Belgie, tehdejší Československo).
Zároveň byl stoupencem vědeckého rasismu a věřil v nadřazenost některých ras. Za tím účelem sbíral části lidských těl, aby prokázal anatomické rozdíly mezi jednotlivými rasami. (V USA se tento z dnešního hlediska přežitý přístup stal v roce 2023 předmětem kritické revize.)
Za svého života napsal více než 300 vědeckých pojednání (většinou anglicky). V roce 1918 založil časopis American Journal of Physical Anthropology; inicioval také vydávání českého časopisu Antropologie (1923). Hrdličkovo Muzeum člověka bylo založeno v roce 1930 dr. Jindřichem Matiegkou, Hrdličkovým spolupracovníkem, při Přírodovědecké fakultě UK v Praze; Hrdlička jej financoval. Obsahuje exponáty dokládající hlavní vývoj člověka. V protektorátě za okupace nebyla jeho díla vydávána, byvše označena za nevhodná, kvůli Hrdličkovým negativním postojům k hitlerovskému režimu a nacistické rasové teorii.
Aleš Hrdlička byl velice skromný. Vědecké výpravy podstupoval s malými náklady. Měl kolem sebe tým mladých lidí a často s sebou brával studenty. Zemřel na druhý srdeční záchvat 5. září 1943 ve Washingtonu – ač si vždy přál zemřít ve své české vlasti.

### Citát
…mnoho lidstva přece jen asi vyhyne. Následkem různících se vlivů jeho nestejný vývoj od dlouhých již dob přivodil důležité už rozdíly. A rozdíly ty se nemenší, nýbrž rostou. Již dnes máme celé
národy, ba i rasy nadprůměrné a jiné podprůměrné, a novodobé humánní snahy o vyrovnání těchto rozdílů jsou bezmocné. Nepoměry tyto budou spíše dále vzrůstati, poněvadž skupiny přednější čím dále tím úsilněji žijí, kdežto skupiny nižší skorem či docela stojí. Nepřijde-li takové neštěstí na prvé, které by je na dlouho zdrželo, nemohou je ti pozadu dohoniti. Dle všeho vzdálenost mezi oběma bude se jenom šířiti, a zaostalým bude se v koncích těžko udržeti. Budou velkolidé a malolidé ve smyslu hlavně duševních vlastností; a slabší, kdekoliv přijdou do styku se silnějšími, podlehnou, jak dnes již podléhají Negriti, různí Černoši, Austrálci, Sibiřané, američtí Indiáni. Člověk superiorní, bílý neb žlutohnědý, kdekoliv narazí na skupiny zaostalejší a tím slabší, byť by i z jeho vlastní rasy, podmaní si je a učiní je svými služebníky, aneb je násilně zapudí do nejméně hostinných krajin, kde konečně tyto vymizí. Žádná morálka, ani víra, ani zákony nedovedou krutému, ale v kořeni přirozenému tomuto postupu čeliti. Budoucnost jest tedy duševně silnějších. Tito zahrnují dnes většinu bílé a menší části žlutohnědé rasy.
Aleš Hrdlička, 1924